# Caso Blesa
Caso Blesa hace referencia al caso judicial donde se investiga al exbanquero Miguel Blesa.

## Cronología
Miguel Blesa fue imputado por su posible implicación en créditos irregulares al Grupo Marsans y la compraventa del City National Bank of Florida. Por esta última causa, el 5 de junio de 2013 el juez Elpidio José Silva decretó su ingreso en prisión sin posibilidad de fianza por delitos societarios, administración desleal, falsedad en documento y posible apropiación indebida. Quince días después de haber entrado en prisión, la Audiencia Provincial anuló la causa judicial contra Blesa afirmando que era desproporcionada. Según el juez Silva, este caso estaría relacionado con el caso Gürtel.

El 19 de julio de 2017 fue hallado sin vida en la finca "Puerto del Toro" por heridas de escopeta de caza, dentro de su vehículo, según testigos. La finca se encuentra en la localidad de Villanueva del Rey, Córdoba.

### Correos electrónicos
Miles de correos electrónicos que figuraban en la causa abierta contra el expresidente de Caja Madrid, Miguel Blesa, revelan conversaciones con José María Aznar, su tormentosa relación con Esperanza Aguirre y movimientos político-financieros en empresas como Realia, Iberia y, sobre todo, Caja Madrid. La correspondencia privada de Blesa que publicó El País y que forma parte de la causa instruida por el juez Elpidio Silva, desvela que el expresidente del Gobierno habría intentado en 2008 que Caja Madrid comprara por 54 millones de euros una colección del pintor y escultor Gerardo Rueda, amigo de José María Aznar. En ella también se sugiere que el expresidente de Caja Madrid habría actuado como intermediario entre Aznar y una empresa armamentística para que este negociara contratos en Libia, Argelia y Rusia. Los correos fueron proporcionados a eldiario.es, por una fuente anónima a colaboradores (15MpaRato) de la Comisión Anticorrupción  de la Red Ciudadana Partido X. Cuando el juez Silva ordenó el ingreso de Blesa en prisión, fue apartado del caso.
A principios de octubre de 2014, Elpidio José Silvia fue condenado a 17 años y medio de inhabilitación por el Tribunal Superior de Justicia de Madrid (TSJM) por su actuación en la instrucción del caso Blesa
En junio de 2015 Xnet hace pública una versión ampliada de los Correos de Blesa en una web accesible y abierta a consulta, tras haber recibido de una fuente anónima un dominio web con parte de los 8000 correos

## Jueces
La juez actual que lleva el caso es
Raquel Robles. Es el quinto juez por el que pasa el caso Blesa desde su inicio a principios de 2013.
Fue elegida en abril de 2013 por la comisión permanente del Consejo General del Poder Judicial (CGPJ) para sustituir a Elpidio Silva.